# Jess Julius Engelstad
Jess Julius Engelstad, född 1822 i Kristiania (nuvarande Oslo), död 1896, var en norsk militär och järnvägsman. 
Engelstad blev premierlöjtnant 1847 och kapten 1869 i ingenjörbrigaden och tog avsked från militären 1870. Under 1850-talet byggde han ett flertal broar, bland annat Nygårdsbroen i Bergen, Sarpsbrua och Fossum bru i Østfold. År 1856 blev han sekreterare och teknisk konsulent hos direktionen för Hovedbanen, var overbestyrer för denna 1859–96 och tillika trafikkdirektör ved Norges Statsbaner 1883–89. Han hade ordningssinne och var en god administratör, men saknade större tro på Norges ekonomiska utveckling och var därför ytterst försiktig med att förespråka utvidgningar och reformer i järnvägsfrågor.